# 三條正人
三條 正人（さんじょう まさと、1943年〈昭和18年〉1月30日 - 2017年〈平成29年〉10月5日）は日本の歌手である。本名は渡辺正好（わたなべ まさよし）。滋賀県大津市出身。
鶴岡雅義と東京ロマンチカのメインボーカリスト。妻は女優の香山美子。

## 経歴
1943年（昭和18年）1月30日、滋賀県大津市に生まれる。滋賀県立膳所高等学校卒業。法政大学在学中にコーラスグループを結成し、ダンスホールでプロ歌手として活動を始める。山下洋治とムーディスターズに所属する。
1967年（昭和42年）、鶴岡雅義に請われ、男性歌謡コーラスグループ「鶴岡雅義と東京ロマンチカ」のリードボーカルとして迎え入れられた。『小樽のひとよ』でレコードデビューし、大ヒットとなる。翌1968年（昭和43年）には『旅路のひとよ』で日本レコード大賞歌唱賞を受賞し、NHK紅白歌合戦に初出場。以後6年連続出場することとなる。
1971年（昭和46年）12月17日放送のフジテレビ『ラブラブショー』で女優の香山美子と共演したことをきっかけに数年間の交際を経て1973年（昭和48年）5月に結婚。1983年（昭和58年）6月に誕生した長男がいる。
1974年（昭和49年）に一度東京ロマンチカより独立、『さだめ』でソロ歌手としてデビューするが、1978年（昭和53年）『北の都の物語』で東京ロマンチカに復帰する。以後、ロマンチカからの独立と復帰を繰り返す。
1993年（平成5年）には歌手生活30周年を迎え、記念曲『愛のぬけがら』をリリース。東京、大阪で記念リサイタルを開催。
1999年（平成11年）1月、東京都世田谷区の駐車場で二人組の強盗に襲われ、頭部に怪我を負うが、奪われた所持金を取り返す勇猛果敢ぶりが話題となる。
2003年（平成15年）、鶴岡雅義と東京ロマンチカに20年ぶりに復帰。2013年（平成25年）10月には東京ロマンチカ結成50周年の祝宴が開催された。
2016年頃から体調を崩し、入退院を繰り返していたとされるが、ステージやテレビ出演を続けていた。2017年(平成29年)9月17日、群馬県富岡市のかぶらホールにて、ロス・インディオスの55周年記念コンサートにゲスト出演。これが最後のステージとなった。
2017年（平成29年)10月5日、マントル細胞リンパ腫のため東京都渋谷区の病院にて死去。74歳没。10月9日通夜、10日告別式が東京都中野区の宝仙寺にて行われた。
所属事務所はオフィス・ダァグ。
レーベルはフリーボードレコード。
2018年 (平成30年)1月24日、株式会社フリーボードより追悼CDが発売された。『鶴岡雅義と東京ロマンチカ 永遠に 三條正人追悼盤 ファンが選んだ16曲』

## 紅白歌合戦出場歴
- 1968年（昭和43年）第19回　小樽のひとよ
- 1969年（昭和44年）第20回　君は心の妻だから
- 1970年（昭和45年）第21回　別れの誓い
- 1971年（昭和46年）第22回　追憶
- 1972年（昭和47年）第23回　くちづけ
- 1973年（昭和48年）第24回　君は心の妻だから

## ディスコグラフィ

### シングル
鶴岡雅義と東京ロマンチカ名義
- 粉雪のラブレター/なみだ花　1967年6月
- 小樽のひとよ　1967年9月
- ブエナス・ノーチェス・東京/真耶子よ　1967年11月
- 裏町セレナーデ/恋する東京　1968年1月
- 夜霧のドライブイン　1968年3月
- 旅路のひとよ/二人の夜があるかぎり　1968年7月
- 愛に散りたい/しのび逢う町　1968年12月
- 君は心の妻だから　1969年2月
- 北国の町　1969年9月
- 別れの誓い/雨のおもかげ　1970年3月
- 恋は消えても愛は残る/君は今でも（両A面）　1970年9月
- 君は人妻/涙のおもかげ　1971年3月
- 追憶/あなたを愛した頃　1971年8月
- 女の詩集/木枯らしの歌　1971年12月
- 歳月/命あればこそ　1972年3月
- くちづけ　1972年6月
- 秘密　1972年10月
- 鳥取・砂丘・風の人　1973年3月
- 人ふたり　1973年7月
- なみだ妻/雨のおもかげ(両Ａ面)　1973年10月
- 別れてきました/銀座の女　1974年4月
- 北の都の物語　1978年5月
- 冬のめぐり逢い/函館の灯よいつまでも　1979年1月
- 愛は砂漠/ハマナスは恋の花　1979年4月
- いのち恋/さだめ　1979年8月
- 明日からあなたは/雨のおもかげ　1979年12月
- 花かげのひと　2003年5月
- 有楽町でまた逢いましょう/母に贈るワルツ 　2004年11月
- １００ダースの恋～アモーレ・ミオ/高瀬舟慕情　2007年6月
- 勇気の歌/涙を残して　2011年

三條正人名義
- さだめ/お前　1974年10月
- さいはての宿/おんなの業　1975年3月
- いのち恋/心斎橋　1975年7月
- 苦労かけたね/ためらい　1976年1月
- 想い出の小樽/チコと暮らしたあの二年　1976年7月
- かくれ花/京都北クラブ　1977年5月
- あなたを待ちます/挽歌　1982年6月
- 北の岬/釧路で別れて　1982年11月
- お前はかわいい俺の妻/さよならはほほえみで　1983年9月
- ひとりの札幌/恋の雪舞い　1984年9月
- 他人妻/金沢情話　1985年8月
- おんなの生命/天人峡恋唄　1987年5月
- 小樽のめぐり逢い/雪子よ　1988年5月
- 北のふたり旅（デュエット　美山絢子）/水沢情話　1990年1月
- 松江の宿/紫川情話　1991年5月
- 愛のぬけがら/落日ホテル　1993年4月
- ふたりの海峡線/小樽しぐれて　1997年2月
- 京都・夢草子/母に贈るワルツ　2003年1月

松森棚三名義
- 涙を残して/愛の旅立ち　2010年1月

鶴岡雅義と東京ロマンチカwith山本さと子名義
- 最後のラブソング　2016年10月

### アルバム

#### 三條正人名義
LP
- 三条正人　昭和の演歌を振り返る「涙の渡り鳥」1975年9月
- 三条正人ベスト＆ベスト「小樽のひとよ/苦労かけたね」1976年1月
- 三條正人　北の絶唱ベスト・オリジナル集　1982年
- 三條正人　演歌の旅路「お前はかわいい俺の妻～矢切の渡し」1983年
- 三條正人　演歌の旅路第二集　1985年
- 三條正人　旅情演歌　松江の宿～小樽のひとよ　１９９１年
- 三條正人全曲集　１９９７年

カセットテープ
- 「北の絶唱」三條正人オリジナルベスト　1982年
- 三條正人BEST2000　1984年
- 三條正人全曲集「おんなの生命～命くれない」1987年
- 三條正人全曲集　1987年
- 三條正人全曲集　1988年
- 北国の旅情～小樽のめぐり逢い　1988年

#### 鶴岡雅義と東京ロマンチカ名義
- 魅惑のムード歌謡「小樽のひとよ」1968年2月
- ナイトクラブオンステージ　鶴岡雅義と東京ロマンチカ　1968年10月
- 東京ロマンチカ「ムード歌謡ロマンス」〈旅路のひとよ〉1968年11月
- 東京ロマンチカ古賀メロディを歌う　1969年
- 東京ロマンチカ「君は心の妻だから」1969年
- 東京ロマンチカ「戦友を歌う　軍歌戦時歌謡アルバム」1970年
- 魅惑のムード歌謡　別れの誓い　1970年
- 鶴岡雅義と東京ロマンチカ　ゴールデンセット2枚組　1970年
- 鶴岡雅義と東京ロマンチカ　愛を歌う「君は人妻」1971年6月
- 鶴岡雅義と東京ロマンチカ「女の哀歌」1971年10月
- 鶴岡雅義と東京ロマンチカ「夜霧と港の哀歌」1972年2月
- 鶴岡雅義と東京ロマンチカ「歳月」1972年5月
- 鶴岡雅義と東京ロマンチカ「くちづけ」1972年8月
- 鶴岡雅義と東京ロマンチカ　「秘密」1973年2月
- 鶴岡雅義と東京ロマンチカ・ベストアルバム　1973年6月
- 鶴岡雅義と東京ロマンチカ「なみだ妻」1973年10月
- 鶴岡雅義と東京ロマンチカ　魅力のすべて　二枚組　1973年10月

## テレビ出演
その他
- ラブラブショー（フジテレビ）

1971年12月17日 - 香山美子と共演
1973年5月13日「特報！ラブラブ・カップル婚約発表（韓国）」 - 香山美子と共演
1979年4月29日 - 香山美子と夫婦共演
- スター千一夜（フジテレビ）

1979年3月15日 - 香山美子と夫婦共演
- オールスター家族対抗歌合戦（フジテレビ）

1982年「愛の二重唱♥夫婦大会」 - 香山美子と夫婦共演
- 森本ワイド モーニングEye（TBS）

1985年 - 香山美子と夫婦共演